# 悪霊シリーズ
悪霊シリーズ（あくりょうシリーズ）またはゴーストハントは、 小野不由美のホラー小説。1989年から1992年まで、『悪霊シリーズ』として講談社X文庫ティーンズハートから刊行された。また姉妹レーベルの講談社X文庫ホワイトハートにて続編『悪夢の棲む家』が1994年に刊行された。両シリーズは『ゴーストハント』名義で1996年にラジオドラマ化されている。同じく『ゴーストハント』の名義で1998年よりいなだ詩穂により漫画化、2006年にはアニメ化された。
2010年から2011年にかけ、大幅な改稿のうえ、『ゴーストハント』と改題されて幽BOOKS（メディアファクトリー）より再刊された。
2020年、メディアファクトリー版が角川文庫に入ることが発表された。角川文庫は現在7巻まで発売されている。
「ダヴィンチ BOOK OF THE YEAR 2011」総合ランキングでは8位を獲得している。「ダヴィンチ BOOK OF THE YEAR 2021」総合ランキングでは4位を獲得している。2021年6月時点でシリーズ累計部数は110万部を突破している。
2020年から2021年にかけてAudibleにて安國愛菜の朗読でオーディオブック化されている。

## 概要
普通の女子高校生・谷山麻衣が、ナルシスト美少年の渋谷一也（ナル）をはじめ、変人揃いの霊能者たちと怪事件に挑むシリーズ。少女小説家としてデビューした小野不由美の出世作である。当時のティーンズハート文庫は、「主人公の一人称で書かなければならない」「主人公は普通の女の子でなければならない」「恋愛小説でなければならない」という暗黙の了解があったが、小野不由美はそのハンデを逆手に取り、三人称では書くことのできないミステリを、ホラーをベースに描き出した。続編では文章が三人称に変化している。

### 悪霊シリーズ（ゴーストハント）
1989年から1992年にかけ、講談社X文庫ティーンズハートより刊行された。挿絵は中村幸緒。
講談社文庫の広報誌『IN★POCKET』2001年4月号において、講談社X文庫ホワイトハートからの新装版発売が告知されたがこれは実現しなかった。
2010年から2011年にかけ、大幅な改稿のうえ、『ゴーストハント』と改題されてメディアファクトリー幽BOOKSより再刊された。表紙イラストはいなだ詩穂、装丁は祖父江慎が担当している。
2020年、メディアファクトリー版が角川文庫に入ることが発表された。

### 悪夢の棲む家
『悪夢の棲む家』（上・下） （1994年）は悪霊シリーズの続編。講談社X文庫ホワイトハートより発売。挿絵は小林瑞代。
シリーズタイトルとしてゴースト・ハント（GH）と表記されていたが、本作以降新作は出版されていない。著者は1994年に自身の情報ペーパーで、シリーズ中断の主な要因として、「GHシリーズが前作・悪霊シリーズのファンの望む物語と違っていたこと」、「ファンの望む物語は書けないこと」を挙げている。

## あらすじ

### 悪霊シリーズ
悪霊がいっぱい!?
舞台は、主人公・谷山麻衣が通う都内の高校。旧校舎で心霊現象が発生し、渋谷サイキックリサーチという心霊現象の調査事務所が調査にやってくる。事故で助手に怪我を負わせ、高価な機材を壊してしまった麻衣は、弁償する代わりに所長・渋谷一也の助手の代理をすることになる。

悪霊がホントにいっぱい！
舞台は東京から車で2時間ほどのところにある、古い洋館。子どもの霊が集まった幽霊屋敷。

悪霊がいっぱいで眠れない
舞台は都内にある、私立の女子高校。怪現象に遭遇した生徒がどんどん増えている。

悪霊はひとりぼっち
舞台は千葉県の県立高校。「ヲリキリさま」という占いが流行る校内で怪事件が連発している。

悪霊になりたくない！
舞台は長野県にある、元首相が所有する屋敷。増改築を繰り返した奇怪な建物で、たびたび人が消えている。その調査のため、いくつかの霊能力者のグループが呼ばれており、SPRもそのひとつだった。

悪霊と呼ばないで
舞台は石川県能登半島にある会員制料亭。代替わりのときに必ず変事が起きるという呪いに挑む。

悪霊だってヘイキ！
舞台は長野県にある廃校。前作、能登からの帰り道から、事件の調査とナルの抱えていた秘密の謎解きが描かれる。

### 悪夢の棲む家
定年後にマイホームを買うため倹約し続けていた父が、定年まで後10年というところで急死した阿川家。急に「家を買いたい」と言い出した母は娘・翠の賛成を受けて持ち合わせている資金で買える家を探し、ある家を選んだ。その家は隣家に接する部分の窓にサッシが入っていてもガラスではなく「鏡」が入れてあるという築20年の一戸建てだった。最初は喜んでいた母だが、電話が混線する、かなり頻繁な電気系統のトラブル、家鳴りなどによって変貌していく。家そのものに疑問を持った翠は知人の伝で広田に相談した後、SPRに調査を依頼した。広田の偏見の横槍によりジーン殺害の犯人だと濡れ衣を着せられたナルとSPRの仲間たちは調査を続けるが、町名改正・番地改正に隠された2つの家族の悲劇に辿り着く。

## 登場人物
以下に記述する声の出演者は、2006年から放送のテレビアニメ及び、漫画版11巻・12巻付属のドラマCDにおけるものである。1997年に放送されCDも発売されているラジオドラマでの声の出演は#ラジオドラマを参照。

### 主要人物
谷山麻衣（たにやま まい）
声 - 名塚佳織
主人公。初登場時は15歳の高校1年生。7月3日生まれ 蟹座 B型 身長155センチメートル。
天涯孤独の孤児で、父を幼い頃に、母を中学時代に亡くしている。母を亡くした後はある先生の家に下宿させてもらっていた。奨学金とアルバイトで自活し、アパートで一人暮らしをしている。ひょんなことから「渋谷サイキックリサーチ」で事務員・調査員のアルバイトをすることになる。
性格は明朗快活でタフ、ナルの毒舌にも挫けない。ナイーブだが、土壇場では肝が据わる。また、人懐こい性格で依頼者にのめりこみやすい一面も持つ。夢の中で笑顔のナルを見て以来、ナルを意識するようになっていた。
第3作の事件解決に際し、直感が鋭く、夢の中で得たという情報に信頼性があったことから、ナルが行なった実験において、サイ・ミッシングが発覚し、潜在的なセンシティブ（超能力者）であることが判明した。以降も、調査において過去視や体外離脱をするなど、様々な形で活躍していく。
また、ぼーさんや綾子から退魔法を習ってからは霊に対抗できるようになった。正式な修行を積んだわけではないためその威力は弱いが、人に怪我をさせてしまう程度にはセンスがあるとのことで、人に向けて退魔法を使用しないようにぼーさんから注意されている。
ナルの正体が判明したことに伴い、今まで夢で優しい笑顔を見せていたナルが、実はナルではなくナルの双子の兄ユージン（ジーン）だったということが分かり、ナルではなくジーンに恋をしていたのだと気付く。
渋谷一也（しぶや かずや）
声 - 泰勇気
「渋谷サイキックリサーチ」の所長。初登場時は16歳。麻衣の命名により通称はナル（ナルシストのナルちゃん)。9月19日生まれ 乙女座 A型 身長175センチメートル。
容姿端麗で頭脳明晰だが、傲岸不遜・傍若無人・天上天下唯我独尊的な性格に加え、かなりの毒舌である。ただし仕事に対する意識はフェアで誠実。常に冷静沈着・クールであり、そのプライドの高さもあって生意気だと思われやすい。
所長としては若すぎる、たびたび旅行に出かける、連絡先を明かさないなどと謎が多かったが、ぼーさんによってその謎や隠していた正体が明かされた。
渋谷一也は偽名であり、本名はオリヴァー・デイヴィス (Oliver Davis) 。15歳で博士号を授与された、超心理学会では世界的に著名な人物で、ぼーさんの心酔する超心理学者である。オリヴァーの愛称がナル (Noll) であることから、リンやまどかもナルと呼んでいる。8歳までアメリカで暮らしていたが、その後、英国人であるデイヴィス夫妻の養子となったため、英国籍になっている。そのため日本語を流暢に操れるが漢字やことわざが苦手。
強力なPKの能力者で、子供の頃はその力をコントロールできなかったためポルターガイストを起こしていた。リンの教えで気功術を覚え、自身の力を制御できるようになるが、潜在的な力が大き過ぎるため、使うと体の方が力に耐えられずショック状態になる。心肺停止を起こしたこともあり、命の危険を抱えることから使用はリンに禁止されている。
ESPの能力も持っており、 サイコメトリを行なう。アメリカやイギリスでは警察の捜査に協力したこともあり、ナルのサイコメトリによって行方不明者が無事救出されたこともある。そのため、行方不明者の捜索を依頼する手紙が毎日送られてくるが、サイコメトリを行なうとナル自身がリスクを負う場合もあるなどの理由から、依頼は受けていない。サイコメトリによって、双子の兄ジーン（ユージン）が日本で死亡したことを知り、彼の遺体を捜すために来日した。
ジーンの死を悲しんでいるというよりも、真性のサイキックであったジーンの遺体を解剖できなかったことを悔やむマッドサイエンティストである。
遺体捜索と並行して心霊調査を行なっていたが、ジーンが見つかった後もSPR日本支部(渋谷サイキックリサーチ)を存続させ、日本で心霊調査を続ける。
麻衣のことは、自身と同じような境遇(孤児)であったことに同情してアルバイトとして雇った。
リン
声 - 成田剣
「渋谷サイキックリサーチ」の調査員で、主に機材のチェックを担当するナルの片腕的存在。香港出身の中国人で、本名は「林興徐（りん・こうじょ）」。1月11日生まれ 山羊座 A型 身長194センチメートル。
寡黙で無表情かつ無愛想、何事にも動じない。調査中は黙々と機材に向かっている。右目を隠すように前髪を長く伸ばしている。中国巫蠱道の道士で降霊術などができ、使い魔となる式を5つ持っている。ぼーさんより年上。喧嘩は強い。
普段はナルの部下として忠実だが、ナルがPKを使わないように監視する役でもあり、この件ではナルと対立することもある。家族は現在ロンドンで暮らしており、リンのみ研究所があるケンブリッジに在住。日本人とイギリス人のことを嫌っているが、麻衣の「自分にはどうしようもできない事情で嫌わないで欲しい」という意見に対しては同意し、それ以後、少し態度が柔らかくなる。
殆ど視力が無い右目は青緑虹彩。中国では青眼と呼ばれ、優秀な霊能者にありがちな特徴である。右目は明暗が分かる程度の視力しかないが、可視光線以外も見えるため、両目で見るとかえって不都合だという理由から、前髪を伸ばしている。

### SPRの協力者
滝川法生（たきがわ ほうしょう）
声 - 浜田賢二
高野山を下山した坊主。初登場時は25歳。通称ぼーさん。本名読みは「ノリオ」。1月22日生まれ 水瓶座 O型 身長185センチメートル。
生まれつきの茶髪を長く伸ばし、軽薄な見かけをしているが、SPRでは頼れる兄貴分で、麻衣にとっては父親的存在。超能力者で心霊研究者のオリヴァー・デイヴィス博士の大ファン。お調子者でお気楽にしているように見えるが、観察眼が鋭くナルがデイヴィス博士であることにも気づいた。悪霊シリーズの最終章・第7作「忘れられた子供たち」のもう1つの謎解きの主役。
お寺の息子であり、父親が彼を僧侶にしたがったため高野山入りしたが、CDなどは持ち込み禁止なので山を降りたという。現在の本業はスタジオ・ミュージシャンでエレキベースを弾く。スタジオ仕事の合間に仲間とバンドをやっている。元坊主という経歴ゆえに、ミュージシャン仲間が霊現象に見舞われる度に駆り出されているうちに業界内で噂が立ち、いつの間にか拝み屋が副業になってしまった。
霊に対抗する術にかけてはメンバー内でも随一の腕を持つ。その法力は強力で、以前壺にとりついた霊を除霊しようとして壺を粉々に破壊した経験がある。昔は霊が見えたが、除霊中の事故で頭を打った際に見えなくなったという。除霊道具として独鈷杵を持っていることが多い。
高野山にいた僧侶の中で、自分以外で本当に除霊できた人間は2人しか知らなかった。また、山を降りてから知り合った霊能者のほとんどがペテン師かスカだったので自称霊能者は嫌いだという。そのため、麻衣やナル達との初対面で呆れた言動が目立ち、麻衣には心底軽蔑された。
第4作では霊に対抗する術を持たない麻衣に自衛策として不動明王の真言を教えた。第6作ではやむを得ず人に向けて九字を切った麻衣を叱り、「退魔法は誰がやっても効果があるもんじゃない」とその素質を認めた。
松崎綾子（まつざき あやこ）
声 - 鈴木真仁
巫女、シャーマン。初登場時は23歳。6月7日生まれ 双子座 B型 身長167センチメートル。
派手な服装に派手なメイクで巫女のイメージとは程遠い容姿をしている。実家は大病院を経営しており、裕福でお嬢様育ち。いちいち口やかましかったり、霊能者のくせに怖がりなどなにかと人騒がせな人物だが、面倒見が良く料理上手でお姉さん的存在。巫女や霊能者としての実力を発揮することは滅多にないが、お札や結界を作るような仕事は得意である。
子供の頃から樹に住む精霊を見たり、それらと話したりすることができた。生きている樹（具体的には精霊が住んでいる木）が近くにあれば、樹の精霊に力を借りて絶大な霊能力を振るうことができる。ただし、条件に見合った場所がなかなかない上に、一度力を借りた木は最低半年は休ませないといけないため、滅多なことでは力を使えない。第6作では条件が揃った土地柄だったためその実力を発揮し、立ち会ったぼーさんやジョンを呆然とさせるほどの高い浄霊能力を見せた。
原真砂子（はら まさこ）
声 - 釘宮理恵
霊媒師。初登場時は15歳。7月24日生まれ 獅子座 AB型 身長152センチメートル。
テレビにも出演するお茶の間で有名な霊能者。芸能人が多く所属する某有名私立高校に通っており、出席日数の不足に悩んでいる。
口寄せが得意で日本では一流。常に霊の存在を知覚でき、霊を視ただけで、その正体や背景をある程度見抜くことが出来る高い能力を持つが、時折その能力を発揮できないことがある。悪霊や人間の標的となり真っ先に被害に遭うことが多い。「自分がいる場所では強制的な除霊をしないでほしい」と思っている。
おかっぱヘアの似合う可愛らしい市松人形のような美少女だが、意地っぱりでプライドが高く、お嬢様口調で話す。普段着に着物を着ている。ナルに恋をしており、麻衣はライバルであり同志。当初は麻衣を苗字で呼んでいたが、同い年であることもあって、少しずつ心を開いてきた。
ナルの正体を知っているが、弱みを握った形になったことで、却って嫌われてしまったのではないかと恐れている。麻衣と同様にヴラド事件でそれまでの犠牲者のように拉致された際、夢の中で励ましてくれたナルが実は既に亡くなった彼の兄ジーンだと教えられても信じようとしなかったが、一卵性双生児だと言われてようやく納得した。
ジョン・ブラウン
声 - 岡本信彦
神父、エクソシスト。初登場時は19歳。オーストラリアのニューサウスウェールズ州出身。1月5日生まれ 山羊座 A型 身長162センチメートル。
金髪碧眼で童顔、年齢に見合わない愛らしい容姿。標準語に近づけようとしているが、「ますです」などの誤用で周囲の笑いを誘っている。善良で優しく、誰からも憎まれない性格。
エクソシストなので憑き物落としは得意。『悪夢の棲む家』で猜疑心から広田に問われた際、世の神父はみな司祭であり自身は伝道の旅に出る時に司祭職を授かった修道司祭であること、本来なら除霊や悪魔祓いは上の許可が必要だが事後承諾だと答えた。霊に対する時、いつも朗読しているのは『新約聖書』の「ヨハネによる福音書」。その時だけは訛りがない。
旧版でぼーさんが「ジョンは司祭ではない」と否定していたのは作者のキリスト教の内部事情に対する誤解であることが判明した。そのため、完全版のぼーさんのセリフはぼかしが入り、『悪夢の棲む家』で正式に訂正された。
安原修（やすはら おさむ）
声 - 岡野浩介
最初は依頼者の一人だったが、その後ナルのスカウトを受け「渋谷サイキックリサーチ」の協力要員をするようになり、『悪夢の棲む家』ではバイトで事務員を務める。初登場時は17歳。中学生の妹がいる。3月1日生まれ 魚座 AB型 身長177センチメートル。
高校3年の3学期に緑陵高校の生徒会長として「渋谷サイキックリサーチ」に調査を依頼した。その時も調査に協力しているが、4月に都内の一流国立大学（ぼーさん曰く「最高学府」）に入学してからは緊急時に協力要員として呼ばれている。老獪なところがあり、あだ名は越後屋。自分で遊ぼうとしたぼーさんを逆に遊んで負かしたこともある。本人曰く、怖いのは苦手。
霊能力も超能力もない一般人だが、非常に頭が切れる。そのため情報収集を担当することが多く、巧みな話術で情報を聞き出している。ヴラド事件ではナルの依頼で代わりに所長を演じた。ナルが憑依されて離脱せざるを得なくなった時も急に呼ばれたにもかかわらず金沢と能登の現場を往復し、問題が吉見家ではなく場所にあることを調査の末に突き止めていた。
続編シリーズの『悪夢の棲む家』でも事務員として阿川翠を応対し、関口家と川南辺家の悲劇をつきとめた。

### その他の登場人物
森まどか（もり まどか）
声 - 南央美
第5作「悪霊になりたくない!」で調査を依頼。ナルにゴースト・ハントを伝授した人物であり、イギリス心霊調査協会におけるナルとリンの上司（正式な身分は、プラット研究所フィールドワーク研究室チーフ）。それゆえか、ナルも彼女には逆らいづらい。ひょうきんな性格で窓から侵入したりできるくらい身軽であるが、極度の機械オンチ。
高橋優子（たかはし ゆうこ）
声 - 升望
第3作「悪霊がいっぱいで眠れない」の調査先である女子校・湯浅高校の生徒。麻衣より一級上で、通称タカ。ミュージシャンである滝川のおっかけの少女。高校3年に上がってからは、時々ヘルパーとして事務所に来る。小説完全版でも第4作以降、SPRで受付のアルバイトをしている。
笠井千秋（かさい ちあき）
声 - 井ノ上奈々
タカと同じく第3作「悪霊がいっぱいで眠れない」の調査先である湯浅高校の生徒。麻衣の二級上。ユリ・ゲラーのスプーン曲げをTVで見て覚醒したゲラリーニの1人で、スプーン曲げができる。彼女のようなゲラリーニと呼ばれる能力者は大半が能力を失うのが早く、能力を維持できても不安定である。「カサイ・パニック」という湯浅高校で起きた超能力の賛否騒動での否定派からの攻撃が原因で、当初は訪ねてきたナルや麻衣にも警戒心が強かったが、次第に麻衣に心を開いてゆく。小説完全版では事件以後、SPRで超能力のトレーニングをしている。
ユージン・デイヴィス（Eugene Davis）
声 - 泰勇気
ナルの双子の兄であり、一流の霊媒師。愛称はジーン。ナル曰く「真性のサイキック」である。霊媒としては完全異言型（身体に降ろした霊の母国語を直接知らなくても、その言葉で喋る）。見た目だけでは判断できないほどナルと同じ顔をしているが、性格はとても穏やかで優しく、ナルとは正反対。麻衣によく似た性格で依頼人に感情移入しやすいため、断ろうとするナルに依頼を引き受けさせてしまう。
日本に調査に来ていたときに交通事故に遭い、もみ消そうと企んだ犯人の女性により殺され遺体をダム湖に投げ入れられてしまう。ナルはジーンのクローゼットから服を借りた際、不意にサイコメトリで同調してその死を知った。
生前、ナルとの意識の間に直通のホットラインがあったが、死後は波長が変化してナルと合わなくなった。しかし、偶然ナルの傍で助手を務めることになった麻衣が、より波長が近く霊媒の素質を持っていたことで指導役のつもりなのか彼女の夢に度々現れ、その力を導きながら夢の中で事件に関する情報を伝えるなど陰から調査の手助けをしていた。第5作で捕らわれた真砂子の傍に現れ、励ましていたのも彼である。死後1年以上経っているのに、麻衣の夢に現れ、調査を手助けしていたという話を第7作で聞かされたナルは、「霊媒の癖に死後の世界への道が分からず、迷っていたのか」と評した。
遺体が発見され、『悪夢の棲む家』の調査が始まる直前までに故国イギリスで葬儀が行われたが、何故か成仏できず現世に留まっている。『悪夢の棲む家』にて「出口は見えているのに、どうしても近づけない」と麻衣に語った。また、普段はずっと眠っていて夢うつつに麻衣たちを追っているのはわかっていたが、唐突に覚醒すると必ず調査中だという。
『悪夢の棲む家』にて、眠っている麻衣にジーンがサイコメトリで読み取ったビジョンを中継した上でナルへの助言を伝える。その後、霊が活性化した場に置かれた鏡に触れているナルの身体を接点として、死後初めて鏡越しにナルと対話することができた。ナルのPKを受け取り、その力を増幅してナルにパスすることができる。生前はこの力を活用してナルの消耗を防いでいた節があるが、これは死後の鏡越しでも可能であることがわかった。ただし、生前より若干ペースが遅い。
広田正義（ひろた せいぎ）
『悪夢の棲む家』から登場。同僚の頼みで、SPRが調査に赴いた阿川家に、娘の翠のいとこのフリをして用心棒として入り込んでいた。中井曰く「瞬間湯沸かし器」。
生真面目で一本気な性格。ただし、頑固なオカルト否定派でもあり世の霊能者や心霊調査なる輩は全部詐欺で、霊や超能力などこの世にないと決めてかかっている。SPRの調査にいちいちケチをつけていた上、何度か霊の存在を目の当たりにするも信じようとしなかったが、SPRメンバーと接して仕事ぶりを見る内に態度が軟化していく。
その正体は、東京地検の中にあるオカルト絡みと思われる事件を担当する班、通称「ゼロ班」の検察事務官。ジーンの遺体を超能力で発見したというナルにジーン殺害の嫌疑をかけ、探りを入れるために阿川家調査に内偵していた。
中井咲紀（なかい さき）
広田と同じ「ゼロ班」の一員。広田とは逆に闇雲に超常現象を信じておりお祓いを連呼し、ナルには煙たがられている。自身では味方のつもりでいる。以前、女性の幽霊を見たことがあると頑なに信じているが、それは「ハイウェイ・ヒプノシス（高速道路催眠現象）」であり幻覚を見たのだとナルにバッサリと両断された。
翠とは大学のゼミで一緒だった。

## 用語
除霊と浄霊
作中では区別されており、除霊は霊能力によって無理やり悪霊を退散・消滅させる方法であり、浄霊は悪霊を説得して自らの意志によって浄化させる方法である。後者は霊媒にしか行えず、真砂子は前者を「殺人のようなもの」と評した。前者を得意とする典型が滝川であり、真砂子は後者を好んで用いる。

### 退魔法
悪霊を除霊する方法のこと。
九字
九字護身法を参照。作中で用いられるのは早九字である。
真言
マントラと読む。元は仏教用語であり、当然ながら滝川が主に用いる。
祈祷
綾子が用いる。作中のものは両部神道の方式によるものである。

### 超能力
大きくPKとESPに分かれる。作中では両方を併せ持つ能力者は少ないと言われる。
PK
念力のこと。物体を動かす力をいう。作中ではPK-ST（静止した物体に影響を与える力）、PK-MT（動いている物体に影響を与える力）、PK-LT（生物に影響を与える力）に細分されている。
ESP
一般人にわからない物事を知覚する能力。作中ではテレパシーと透視に細分されている。また、いわゆる霊感もこちらに分類される。

### 組織
渋谷サイキックリサーチ (Shibuya Psychic Research)
渋谷の道玄坂にある心霊現象の調査事務所で通称SPR。いわゆる霊能者ではなく、ゴースト・ハンターを名乗っている。
その実態は、ナルがユージンを探す拠点とするために作った、臨時のSPRの日本支部。SPRが略称なのではなく、それを展開したのが「渋谷サイキックリサーチ」である。依頼先へ赴き、部屋を借りられる時は各種データを集積させる拠点「ベース」を組んで調査する。
麻衣たちは事務所がSPRの日本支部であるということを伏せられていたため、電話の取り次ぎや手紙の確認などといった業務を任されていなかった。ユージンの遺体が発見されたため、事務所は閉鎖されることになっていたが、引き続き日本の心霊現象を研究するというナルの申請が許可されたことで存続。ナルが一時イギリスに戻った際には森まどかが所長代理を務めた。
装備品
サーモグラフィー
温度を測定する。霊がいるとその場所は気温が低くなるので、実は重要データ。携帯用はデジタル温度計も使う。
集音マイク
テープレコーダーに接続し、ラップ音その他の異常な音を記録する。基本的な調査用具で、特に夜間踏み込むには危険な場所の状況を記録する場合等に使う。ベースには多種多様な音を分析したライブラリが収録されたパソコンを置き、異音が確認されたら逐一対照させる。
ベースが組めない時は、要所ごとに「スポット」としてビデオカメラと共に設置し、定期的にテープを交換しに行く。
赤外線カメラ
超高感度カメラと併用することが多い機材。夜間になると赤外線での撮影に切り替わる。
超高感度カメラ
暗い場所の撮影に用いる。ベースにサーモグラフィや赤外線カメラのモニターとこれのモニターを並べて、複数の場所をリアルタイムで多角的に監視する。
無線式インカム
ぼーさん達協力者と共に学校内などの広域を調査する際に使う、連絡用インカム。調査中はベースにいることが多い麻衣が間を繋ぐ連絡役となる。

湯浅高校（ゆあさこうこう）
第3作の調査先。陸上部の部室の備品が勝手に動く、2年5組の教室のとある席に座った子が立て続けに電車のドアに手を挟まれるなどの怪異が頻発した女子校。その少し前に、3年生の笠井千秋がスプーン曲げを披露し、「カサイ・パニック」と呼ばれる事件に発展していた。教員の中にも怪異の被害者がいる。
小説（リライト版）ではどこにでもあるような「学校七不思議」の類がなく、心霊現象や超能力に関して教職員のほとんどが否定的。しかし七不思議は存在しており、それらを確かめようとして事故死した者がいたため、その再発を防ぐべく七不思議の存在自体を学校側が封印していたことが、親族にOGを持つ生徒からの情報で明らかに。
調査の結果、怪異の原因はある人物が仕掛けた呪詛だったことが発覚。呪詛が原因で封じられていた七不思議の怪異が活性化していたのだった。
緑陵高校（りょくりょうこうこう）
第4作の調査先。小火騒ぎや授業の集団ボイコットなどが2週間の間に度々新聞に載っていた。その他にも2学期に入ってから怪異が頻発しており、ナルは当初依頼を断っていたが、生徒会長である安原が署名を手に直訴しにきたことを受けて、しぶしぶ承諾。
校内では「ヲリキリさま」なるものが大流行しており、やったことのない人の方が稀で、様々な場所で怪異が起こっていた。こっくりさんの変形である「ヲリキリさま」に召喚された霊の群れは、緑陵高校がかつて「緑陵遺跡」と呼ばれる墳墓だったという場所ゆえに張られた結界に閉じ込められて校舎から出られなくなり、共食いしあっていたため、もともと存在した「学校七不思議」を含めた怪異の一部が次第に強力なものになり、現場が移動していった。

## 評価
ジュブナイルSF研究家の三村美衣は、個性豊かな登場人物たちが各々の得意分野から心霊現象にアプローチして原因究明を行い、霊障を取り除く過程が丁寧に描かれていると評している。また、登場人物たちの掛け合いは読んでいて楽しく感じる一方で、ホラー的な描写は「容赦なく怖い」とも評している。

## 既刊一覧

### 小説『悪霊シリーズ』

#### 講談社X文庫ティーンズハート
- 小野不由美（著） / 中村幸緒（イラスト）、講談社〈講談社X文庫ティーンズハート〉、全8巻
  - 『悪霊がいっぱい!?』1989年8月5日第1刷発行、ISBN 4-06-190311-X
  - 『悪霊がホントにいっぱい！』1989年11月5日第1刷発行、ISBN 4-06-190365-9
  - 『悪霊がいっぱいで眠れない』1990年3月5日第1刷発行、ISBN 4-06-190417-5
  - 『悪霊はひとりぼっち』1990年9月5日第1刷発行、ISBN 4-06-190485-X
  - 『悪霊になりたくない！』1991年3月5日第1刷発行、ISBN 4-06-190594-5
  - 『悪霊と呼ばないで』1991年10月5日第1刷発行、ISBN 4-06-198575-2
  - 『悪霊だってヘイキ！ 上』1992年9月5日第1刷発行、ISBN 4-06-198696-1
  - 『悪霊だってヘイキ！ 下』1992年10月5日第1刷発行、ISBN 4-06-198697-X

#### リライト新装版
- 小野不由美（著） / いなだ詩穂（イラスト） 『ゴーストハント』 メディアファクトリー〈幽BOOKS〉、全7巻
  1. 「旧校舎怪談」2010年11月19日初版第1刷発行（同日発売[10]）、ISBN 978-4-8401-3594-8
  2. 「人形の檻」2011年1月14日初版第1刷発行（同日発売[11]）、ISBN 978-4-8401-3688-4
  3. 「乙女ノ祈リ」2011年3月19日初版第1刷発行（3月18日発売[12]）、ISBN 978-4-8401-3862-8
  4. 「死霊遊戯」2011年5月20日初版第1刷発行（同日発売[13]）、ISBN 978-4-8401-3911-3
  5. 「鮮血の迷宮」2011年7月15日初版第1刷発行（同日発売[14]）、ISBN 978-4-8401-3978-6
  6. 「海からくるもの」2011年9月22日初版第1刷発行（同日発売[15]）、ISBN 978-4-8401-4245-8
  7. 「扉を開けて」2011年11月18日初版第1刷発行（同日発売[16]）、ISBN 978-4-8401-4307-3

#### 角川文庫版
- 小野不由美（著） / 六七質（イラスト） 『ゴーストハント』 KADOKAWA〈角川文庫〉、全7巻
  1. 「旧校舎怪談」2020年6月25日初版発行（6月12日発売[17]）、ISBN 978-4-04-108200-3
  2. 「人形の檻」2020年6月25日初版発行（6月12日発売[18]）、ISBN 978-4-04-108201-0
  3. 「乙女ノ祈リ」2020年9月25日初版発行（9月24日発売[19]）、ISBN 978-4-04-109414-3
  4. 「死霊遊戯」2020年12月25日初版発行（12月24日発売[20]）、ISBN 978-4-04-109415-0
  5. 「鮮血の迷宮」2021年3月25日初版発行（3月24日発売[21]）、ISBN 978-4-0411-0881-9
  6. 「海からくるもの」2021年6月25日初版発行（同日発売[22]）、ISBN 978-4-04-110882-6
  7. 「扉を開けて」2021年6月25日初版発行（同日発売[23]）、ISBN 978-4-04-110883-3

### 小説『悪夢の棲む家』
- 小野不由美（著） / 小林瑞代（イラスト） 『悪夢の棲む家 ゴ－スト・ハント』 講談社〈講談社X文庫ホワイトハート〉、全2巻
  1. 「上」1994年3月20日第1刷発行（3月14日発売[24]）、ISBN 4-06-255156-X
  2. 「下」1994年4月20日第1刷発行（4月12日発売[25]）、ISBN 4-06-255164-0

### 関連書籍
- 「ゴーストハント」編集委員会 『小野不由美「ゴーストハント」読本』 メディアファクトリー〈幽BOOKS〉、2013年7月19日初版第1刷発行（同日発売[26]）、ISBN 978-4-8401-5264-8

## 同人誌
同人誌『中庭同盟』において番外編に当たる短編が8作発表された。
- いちばん見えない横顔
- 白い烏のための告悔
- GENKI
- 千年の王国
- 彼の現実
- 衛星の軌道
- The Green Home
- Eugene

『Principia』において番外編に当たる短編が2作発表された。
- 超自然のシステム
- 自転車の天使

## 漫画
1998年より2016年にかけ、『ゴーストハント』として漫画化された。
作画担当はいなだ詩穂。小野不由美作品の同人誌を別名義で発表していたことにより、著者が直々に指名した経緯がある。
当初は講談社『Amie』での連載であったが、休刊に伴い同じく講談社の『なかよし』へと移動。中盤以降は書き下ろしで発表された。単行本は講談社コミックスなかよし、講談社漫画文庫より発売。
2009年に『悪霊シリーズ』の内容を完了した段階で刊行はいったん終了となったが、2012年より続編『悪夢の棲む家』が講談社『ARIA』にて連載された。単行本は全3巻。
作品一覧（サブタイトルは初出順）
| コミックス収録 | 文庫収録 | サブタイトル                                                      | 原作                                         |
| -------------- | -------- | ----------------------------------------------------------------- | -------------------------------------------- |
| 第1巻          | 第1巻    | 悪霊がいっぱい!? （1998年『Amie』1 - 5月号）                      | 悪霊がいっぱい!?                             |
| 第2巻          | 第1巻    | 公園の怪談!? （1999年『なかよし』1月号増刊）                      |                                              |
| 第2巻          | 第2巻    | 人形の家 （1998年『なかよし』8 - 11月号）                         | 悪霊がホントにいっぱい!                      |
| 第3巻          | 第2巻    | GO!GO!ゴーストハンターズ! （1998年『なかよし』8月号増刊）         |                                              |
| 第3巻          | 第2巻    | 放課後の呪者 （1999年『なかよし』1 - 6月号）                      | 悪霊がいっぱいで眠れない                     |
| 第4巻          | 第3巻    | サイレント・クリスマス （1999年『なかよし』12月号 - 2000年1月号） | 小野不由美の書き下ろし原作を漫画化したもの。 |
| 第4巻          | 第3巻    | 禁じられた遊び （2000年『なかよし』3 - 10月号）                   | 悪霊はひとりぼっち                           |
| 第5巻          | 第3巻    | 禁じられた遊び （2000年『なかよし』3 - 10月号）                   | 悪霊はひとりぼっち                           |
| 第6・7巻       | 第4巻    | 血塗られた迷宮 （2001・2002年 書き下ろし）                        | 悪霊になりたくない!                          |
| 第8・9巻       | 第5巻    | 呪いの家 （2003・2006年 書き下ろし）                              | 悪霊と呼ばないで                             |
| 第10・11・12巻 | 第6・7巻 | 忘れられた子どもたち （2008年・2009年 書き下ろし）                | 悪霊だってヘイキ!                            |

### 単行本
- 小野不由美（原作） / いなだ詩穂（作画） 『ゴーストハント』 講談社〈講談社コミックスなかよし〉、全12巻
  1. 1998年7月6日第1刷発行（ 7月3日発売[27]）、ISBN 4-06-178894-9
  2. 1999年3月5日第1刷発行（3月3日発売[28]）、ISBN 4-06-178912-0
  3. 1999年10月6日第1刷発行（10月4日発売[29]）、ISBN 4-06-178923-6
  4. 2000年7月6日第1刷発行（7月4日発売[30]）、ISBN 4-06-178941-4
  5. 2001年1月9日第1刷発行（1月5日発売[31]）、ISBN 4-06-178953-8
  6. 2001年10月5日第1刷発行（10月3日発売[32]）、ISBN 4-06-178974-0
  7. 2002年5月2日第1刷発行（4月30日発売[33]）、ISBN 4-06-178990-2
  8. 2003年7月4日第1刷発行（7月2日発売[34]）、ISBN 4-06-364025-6
  9. 2006年2月6日第1刷発行（同日発売[35]）、ISBN 4-06-364080-9
  10. 2008年4月11日第1刷発行（同日発売[36]）、ISBN 978-4-06-364130-1
  11. 2009年8月6日第1刷発行（同日発売[37]）、ISBN 978-4-06-364203-2
  12. 2010年9月30日第1刷発行（同日発売[38]）、ISBN 978-4-06-364266-7
- 小野不由美（原作） / いなだ詩穂（作画） 『悪夢の棲む家 ゴーストハント』 講談社〈KCx ARIA〉（特装版は〈プレミアムKC〉）、全3巻
  1. 2013年6月7日発売[39]、ISBN 978-4-06-380635-9
    - 「特装版」同日発売[40]、ISBN 978-4-06-362252-2

  2. 2014年4月7日発売[41]、ISBN 978-4-06-380686-1
  3. 2016年10月7日発売[42]、ISBN 978-4-06-380878-0

### 文庫版
- 小野不由美（原作） / いなだ詩穂（作画） 『ゴーストハント』 講談社〈講談社漫画文庫〉、全7巻
  1. 2004年8月10日発売[43]、ISBN 4-06-360777-1
  2. 2004年8月10日発売[44]、ISBN 4-06-360778-X
  3. 2004年9月10日発売[45]、ISBN 4-06-360815-8
  4. 2004年10月8日発売[46]、ISBN 4-06-360816-6
  5. 2007年2月9日発売[47]、ISBN 978-4-06-370425-9
  6. 2010年2月10日発売[48]、ISBN 978-4-06-370725-0
  7. 2011年4月12日発売[49]、ISBN 978-4-06-370794-6

### 廉価版
- 小野不由美（原作） / いなだ詩穂（作画） 『ゴーストハント 人形の家編』 講談社〈講談社プラチナコミックス〉、2006年11月8日発売[50]、ISBN 4-06-371892-1

## ラジオドラマ
1997年、ラジオ大阪の番組「宮村優子の直球で行こう!」内で悪霊シリーズのラジオドラマ、「悪霊狩り〜ゴースト・ハント」が放送された。後にドラマCD化され5枚がビクターエンタテインメントより発売されている。当時ラジオ日本でも放送されていたが、片側チャンネルの分しか放送に流れず、音が極端に小さくなっていることがあった。
- 脚本 - 會川昇
- 声の出演
  - 谷山麻衣 - 宮村優子
  - 渋谷一也 - 岡野浩介
  - 滝川法生 - 松本保典
  - 安原修 - 三木眞一郎
  - ジョン・ブラウン - 山口勝平
  - 松崎綾子 - 新山志保
  - 原真砂子 - かないみか
  - 林興徐 - 小杉十郎太
  - 広田正義 - 上田祐司
  - 阿川翠 - 久川綾

### CD
- CDシネマ1 ヲリキリさまの鬼火
  - 『悪霊はひとりぼっち』・『悪霊がいっぱい!?』
- CDシネマ2 ウラドは其処に居る
  - 『悪霊になりたくない!』
- CDシネマ3 えびす異神論
  - 『悪霊と呼ばないで』
- CDシネマ4 悪夢の棲む家
  - 『悪夢の棲む家』（『悪霊だってヘイキ!』がないため麻衣達がナルの正体を知らないなど原作とはストーリーが異なる）
- オリジナル・サウンドトラック

## アニメ
2006年10月より2007年3月までテレビ東京系6局ほかにて放送された。なお、アニメ化は第1作 - 第6作までで、最終章である第7作はKCなかよし『ゴーストハント』11巻及び12巻の限定版にてドラマCD化された。

### 声の出演
- 谷山麻衣 - 名塚佳織[7]
- ナル（渋谷一也） - 泰勇気[7]
- 林興徐 - 成田剣[7]
- 滝川法生 - 浜田賢二[7]
- 原真砂子 - 釘宮理恵[7]
- ジョン・ブラウン - 岡本信彦[7]
- 松崎綾子 - 鈴木真仁[7]
- 安原修 - 岡野浩介
- 森まどか - 南央美

### スタッフ
- 原作 - 小野不由美、いなだ詩穂（KCなかよし・講談社漫画文庫刊）[7]
- 監督 - 真野玲[7]
- シリーズ構成 - 上代務[7]
- キャラクターデザイン - 岩瀧智[7]
- プロップデザイン - 川上哲也[7]
- 美術監督 - 笠井美枝[7]
- 色彩設計 - 安藤智美[7]
- 撮影監督 - 黒澤豊[7]
- 編集 - 関一彦[7]
- 音楽 - 増田俊郎[7]
- 音響監督 - 蝦名恭範[7]、石橋利香（11話のみ）
- プロデューサー - 大井守[7]、堀切伸二[7]
- アニメーションプロデューサー - 松倉友二[7]
- アニメーション制作 - J.C.STAFF[7]
- 製作 - 「ゴーストハント」製作委員会（テレビ東京[7]、マーベラスエンターテイメント[7]、エイベックス・エンタテインメント[7]）

### 各話リスト
サブタイトルに使用されている「#」は「ナンバー」と読むのが一般的だが、本作では「シャープ」と読まれている（第3話以降は読み方が「第○話」に変更された。）。
| 話数   | サブタイトル | サブタイトル             | 脚本       | コンテ     | 演出       | 作画監督                    | 総作画監督      |
| ------ | ------------ | ------------------------ | ---------- | ---------- | ---------- | --------------------------- | --------------- |
| 第1話  | FILE1        | 悪霊がいっぱい!?#1       | 上代務     | 岩瀧智     | 小田原男   | 中山由美                    | 岩瀧智          |
| 第2話  | FILE1        | 悪霊がいっぱい!?#2       | 上代務     | 二瓶勇一   | 吉本毅     | 浦野達也 小川浩司           | 岩瀧智          |
| 第3話  | FILE1        | 悪霊がいっぱい!?#3       | 上代務     | 藤原良二   | 篠崎康行   | 中島美子                    | 岩瀧智          |
| 第4話  | FILE2        | 人形の家#1               | 國澤真理子 | 鈴木洋平   | 上田繁     | つるあかりみなみ 片山義昭   | 岩瀧智          |
| 第5話  | FILE2        | 人形の家#2               | 國澤真理子 | 上原秀明   | 上原秀明   | 冷水由紀絵                  | 岩瀧智          |
| 第6話  | FILE2        | 人形の家#3               | 國澤真理子 | 井上修     | 矢花馨     | 田内亜矢子                  | 岩瀧智          |
| 第7話  | FILE3        | 放課後の呪者#1           | 上代務     | 山内東生雄 | 山内東生雄 | 中山由美                    | 岩瀧智          |
| 第8話  | FILE3        | 放課後の呪者#2           | 上代務     | 藤原良二   | 廣川集一   | 中島美子                    | 岩瀧智          |
| 第9話  | FILE3        | 放課後の呪者#3           | 上代務     | 葛谷直行   | 吉本毅     | 渡辺稔 柴田志朗             | 岩瀧智          |
| 第10話 | FILE3        | 放課後の呪者#4           | 上代務     | 二瓶勇一   | 上田繁     | 浦野達也 つるあかりみなみ   | 岩瀧智          |
| 第11話 | FILE4        | 公園の怪談!?             | 國澤真理子 | 鈴木洋平   | 鈴木洋平   | 冷水由紀絵 小谷杏子         | 岩瀧智          |
| 第12話 | FILE5        | サイレント・クリスマス#1 | 吉田玲子   | 井上修     | 矢花馨     | 田内亜矢子                  | 岩瀧智          |
| 第13話 | FILE5        | サイレント・クリスマス#2 | 吉田玲子   | 大上相馬   | 山内東生雄 | 中山由美                    | 岩瀧智          |
| 第14話 | FILE6        | 禁じられた遊び#1         | 中瀬理香   | 二瓶勇一   | 吉本毅     | 渡辺稔 片山義昭             | 岩瀧智 小谷杏子 |
| 第15話 | FILE6        | 禁じられた遊び#2         | 中瀬理香   | 藤原良二   | 廣川集一   | 中島美子                    | 岩瀧智 小谷杏子 |
| 第16話 | FILE6        | 禁じられた遊び#3         | 中瀬理香   | 鈴木洋平   | 上田繁     | 柴田志朗 浦野達也           | 岩瀧智          |
| 第17話 | FILE6        | 禁じられた遊び#4         | 中瀬理香   | 武山篤     | 清水一伸   | 冷水由紀絵 つるあかりみなみ | 小谷杏子        |
| 第18話 | FILE7        | 血ぬられた迷宮#1         | 國澤真理子 | 井上修     | 矢花馨     | 田内亜矢子                  | 岩瀧智          |
| 第19話 | FILE7        | 血ぬられた迷宮#2         | 國澤真理子 | 山内東生雄 | 山内東生雄 | 中山由美                    | 岩瀧智          |
| 第20話 | FILE7        | 血ぬられた迷宮#3         | 國澤真理子 | 滝川和男   | 吉本毅     | 渡辺稔 片山義昭             | 小谷杏子        |
| 第21話 | FILE7        | 血ぬられた迷宮#4         | 國澤真理子 | 武山篤     | 上田繁     | 柴田志朗 浦野達也           | 岩瀧智          |
| 第22話 | FILE8        | 呪いの家#1               | 上代務     | 藤原良二   | 廣川集一   | つるあかりみなみ 中島美子   | 岩瀧智          |
| 第23話 | FILE8        | 呪いの家#2               | 上代務     | 井上修     | 矢花馨     | 田内亜矢子                  | 岩瀧智          |
| 第24話 | FILE8        | 呪いの家#3               | 上代務     | 二瓶勇一   | 山内東生雄 | 小谷杏子 冷水由紀絵         | 小谷杏子        |
| 第25話 | FILE8        | 呪いの家#4               | 上代務     | 葛谷直行   | 吉本毅     | 中山由美                    | 岩瀧智          |

### 放送局
| 放送地域     | 放送局         | 放送期間                      | 放送日時                                |
| ------------ | -------------- | ----------------------------- | --------------------------------------- |
| 関東広域圏   | テレビ東京     | 2006年10月3日 - 2007年3月27日 | 火曜 25:00 - 25:30                      |
| 福岡県       | TVQ九州放送    | 2006年10月5日 - 2007年3月29日 | 木曜 26:48 - 27:18                      |
| 大阪府       | テレビ大阪     | 2006年10月7日 - 2007年3月31日 | 土曜 26:05 - 26:35                      |
| 愛知県       | テレビ愛知     | 2006年10月10日 - 2007年4月3日 | 火曜 25:28 - 25:58                      |
| 北海道       | テレビ北海道   | 2006年10月10日 - 2007年4月3日 | 火曜 26:30 - 27:00                      |
| 岡山・香川県 | テレビせとうち | 2006年10月10日 - 2007年4月3日 | 火曜 26:43 - 27:13                      |
| 日本全国     | AT-X           | 2006年12月6日 - 2007年5月23日 | 水曜 10:00 - 10:30 （リピート放送あり） |

| テレビ東京 火曜25:00枠 | テレビ東京 火曜25:00枠 | テレビ東京 火曜25:00枠   |
| 前番組                 | 番組名                 | 次番組                   |
| ---------------------- | ---------------------- | ------------------------ |
| エア・ギア             | ゴーストハント         | キスダム -ENGAGE planet- |